# حجر أبو غانم (الطويلة)

تعديل مصدري - تعديل

حجر أبو غانم هي إحدى قرى عزلة بني الذولاني بمديرية الطويلة التابعة لمحافظة المحويت، بلغ تعداد سكانها 102 نسمة حسب تعداد اليمن لعام 2004.